# Waltham (Lincolnshire)
Waltham – wieś w Anglii, w hrabstwie ceremonialnym Lincolnshire, w dystrykcie (unitary authority) North East Lincolnshire. Leży 43 km na północny wschód od Lincoln i 223 km na północ od Londynu. W 2001 miejscowość liczyła 6420 mieszkańców.